# Спонтанне випромінювання
Спонтанне випромінювання — самодовільне випромінювання кванта світла квантовомеханічною системою в збудженому стані.
Термін спонтанне випромінювання вживається на противагу терміну «вимушене випромінювання», тобто випромінювання, яке відбувається під впливом зовнішньої електромагнітної хвилі.
Спонтанне випромінювання є результатом взаємодії квантовомеханічної системи із
нульовими коливаннями електромагнітного поля.
Час, коли відбувається спонтанне випромінювання, наперед визначити неможливо. Зокрема, спонтанним є випромінювання гамма-променів збудженими ядрами.
При переході між рівнями квантової системи з енергіями {\displaystyle E_{i}} та {\displaystyle E_{k}} частота спонтанного електромагнітного випромінювання {\displaystyle \nu _{ik}} визначається різницею цих енергій:
{\displaystyle E_{i}-E_{k}=h\nu _{ik}},
де h — стала Планка.
Спонтанне випромінювання визначає природну ширину спектральної лінії.